# Китайский баран
Китайский баран, или карликовый голубой баран (лат. Pseudois nayaur schaeferi), — возможный подвид голубого барана, обитающий на небольшой территории площадью 300 км² в верховьях реки Янцзы в Китае. Подвидовое латинское название дано в честь первооткрывателя Эрнста Шефера (1910—1992), немецкого зоолога. Согласно молекулярно-генетическому анализу 2012 года, китайский баран является не отдельным подвидом, а лишь морфологически отличной полифилетической популяцией подвида P. n. szechuanensis. Ранее иногда выделялся в самостоятельный вид Pseudois schaeferi.
Длина тела составляет 106 см, высота в холке — от 65 до 80 см, масса от 25 до 45 кг, при этом самцы тяжелее чем самки. Окраска меха серо-коричневого цвета с серебристым отливом. Ноги окрашены темнее. У обоих полов имеются рога.
Обитает среди очень крутых склонов скал на высоте 2600—3200 м над уровнем моря, а иногда в пределах хвойных лесов и опушек леса.
Потребляет травы, низкие кустарники, мхи и лишайники. Животные питаются и отдыхают поочерёдно в течение дня на травянистых склонах гор. Хищниками являются волк (Canis lupus), красный волк (Cuon alpinus), леопард (Panthera pardus) и крупные хищные птицы.
Размер группы составлял ранее от 10 до 36 животных, но в результате чрезмерной охоты и конкуренции со скотом, теперь составляет обычно менее 15 или даже меньше. Самцы иногда образуют сплошь мужские группы или иногда смешиваются с самками и молодыми животными. Спаривание происходит в ноябре и декабре. Обычно единственный детёныш (редко два) рождается в мае или июне, после 160-дневного периода беременности. Он питается молоком в течение шести месяцев и достигает половой зрелости в возрасте 1,5 года. Самцам может потребоваться семь лет, чтобы достичь полного размера.
Популяция насчитывает более 200 животных. В границах своего ареала испытывает конкуренцию с пасущимися домашними животными и становится добычей охотников.